# Go!Cam
 (octobre 2019).
Si vous disposez d'ouvrages ou d'articles de référence ou si vous connaissez des sites web de qualité traitant du thème abordé ici, merci de compléter l'article en donnant les références utiles à sa vérifiabilité et en les liant à la section « Notes et références ».

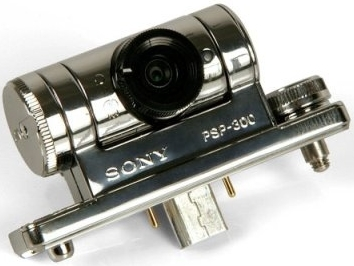
La Go!Cam

La Go! Cam est un appareil photo qui s'utilise comme périphérique pour la PlayStation Portable. Au Japon, la Go! Cam est sorti sous le nom de « Chotto Shot » (ちょっとショット, « Quick Shot »). Pour les territoires de la région PAL, la Go! Cam est sortie le 16 mai 2007.
La Go! Cam se monte sur la PlayStation Portable avec le port mini USB et une vis. C'est une caméra 1,3 mégapixel, ce qui veut dire qu'elle peut prendre des photographies ayant une définition maximum de 1280 × 960. La caméra est capable d'enregistrer de la vidéo avec de l'audio puisque la Go! Cam possède un microphone.

## Logiciel
La « Chotto Shot » est fournie avec un UMD utilisé pour éditer les photos et les vidéos.
La Go! Cam n'a pas d'UMD fourni pour cette fonction mais le logiciel Go! Edit peut être obtenu en téléchargement.
Il existe deux versions de la « Go! Cam ».